# Білоцвіт весняний
Білоцві́т весня́ний (Leucojum vernum L.) — геофіт, багаторічна цибулинна рослина родини амарилісові, роду білоцвіт. Декоративний ранньовесняний ефемероїд білоцвіт весняний — рідкісний вид флори України, внесений до Червоної книги України.

## Фітонім
Назва роду «Leucojum» походить від грец. λευκός — «білий» та ἰον — «фіалка», які в перекладі означають «біла фіалка»  — через яскраво виражений приємний запах білоцвіту; видове ім'я лат. vernum — весняний: Leucojum vernum = Біла фіалка весняна.
Місцеві назви білоцвіту весняного: растик (Стрийський район Львівська область), цибулька (Рогатинський район Івано-Франківська область), кликоцей (Коломийський район Івано-Франківська область), козібородка (Закарпатська область).

## Географічне поширення

Поширення Leucojum vernum L. в Україні. Суцільний ареал заштриховано, крапки — окремі групи

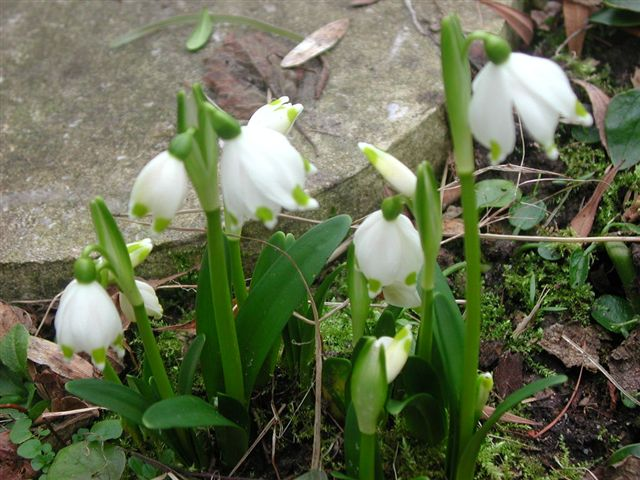
Білоцвіт весняний

Світ
Білоцвіт весняний — середньоєвропейський переважно гірський вид, ареал якого охоплює простір від Південної Англії(північна межа) до Середземного моря (26°пн.ш.- південна межа) і з заходу на схід: від регіону Шампань-Арденни (Східна Франція) до Карпат і Західної України. У Великій Британії та на Піренейському півострові білоцвіт весняний зростає як здичавілий. Диз'юнкція в районі Панонської рівнини розділяє ареал білоцвіту весняного на дві частини — західну, яка охоплює Північні Апенніни, Балкани, Альпи, Судети та прилеглі до них рівнини Центральної Європи (Словенія, Північна Хорватія, Північна Сербія, Північна Італія, Австрія, Швейцарія, Східна Франція, Бельгія, Німеччина, Чехія, Західна Польща), та східну — Карпати та суміжні території Східноєвропейської рівнини і Трансильванського плато (Східна Польща, Східна Словаччина, Західна Україна, Румунія).
Білоцвіт весняний культивується у парках та садах багатьох країн Європи та світу, зокрема, у Нідерландах, Данії, Швеції; у Російській Федерації розповсюджений у культурі в Європейській та Азійській частинах до тайги; у США культивується у штаті Флорида
Україна
Ареал суцільного поширення білоцвіту весняного в Україні охоплює південні частини Львівської та Івано-Франківської областей, східну частину Чернівецької області та більшість території Закарпатської області за винятком крайнього Півдня. Північна та східна межа суцільного поширення білоцвіту весняного в Україні збігається з підніжжям Карпатської гірської системи в Прикарпатті та проходить приблизно по лінії населених пунктів Мостиська-Миколаїв-Трускавець-Надвірна-Коломия-Сторожинець-Чернівці.
На схід від Чернівців в Дністровсько-Прутське межиріччя зустрічаються окремі ізольовані локалітети білоцвіту весняного в с. Вільховець Новоушицького району Хмельницької області. У Тернопільській області білоцвіт весняний росте в околицях с. Устя-Зелене Монастириського району.
Значно більше місцезнаходжень виду сконцентровано в північно-західній частині Подільської височини — на Вороняках та Гологорах (Львівська область). У рівнинній частині Львівської області популяції білоцвіту весняного розміщені неподалік одна від одної і являють собою єдиний найсхідніший малополісько-подільський ексклав ареалу виду. Перші місцезнаходження білоцвіту весняного тут були зафіксовані ще в XIX ст. в околицях смт Брюховичі за 20 км на північ від Львова, в околицях м. Броди та с. Пеняки Бродівського району Львівської області. У ХХ-початку XXI ст. в межах Подільської височини білоцвіт весняний поширений в Бродівському районі Львівської області. Північніше від Гологір та Вороняків зафіксовані окремі локалітети білоцвіту весняного на Малому Поліссі в межах Львівської області в Жовківському та Буському районах
У рівнинній частині ареалу в Україні білоцвіт весняний є гляціальним реліктом, що спустився з Карпат на Подільську височину

## Місцезростання
Білоцвіт весняний відзначається широкою екологоценотичною амплітудою місцезростань. В Альпах він зростає на помірно зволожених та достатньо зволожених багатих на кальцій ґрунтах у дубових та букових лісах і на луках
На Балканах його місцезростання пристосовані до мезофільних листяних, переважно букових лісів, до чагарникових заростей та вологих луків із багатими на гумус ґрунтами. У Карпатах в межах Польщі білоцвіт весняний зростає в листяних лісах союзів Fagion (букових) та Alno-Padion (вільхових) і зрідка на луках. У рівнинних місцезростаннях у Польщі білоцвіт весняний пристосований переважно до рідколісь союзу Alno-Padion та вологих луків союзу Calthion. В Українських Карпатах білоцвіт весняний зростає в листяних (вільхових, букових, дубових, грабових) лісах та на луках. В Закарпатті білоцвіт весняний досягає верхньої межі букових лісів та вільхових криволісь

## Ботаніка

### Морфологія
Оцвітина до 3 см завдовжки, широкодзвоникувата, з 6-роздільними білими листочками, з жовтою або зеленою плямою біля верхівки кожного з них. Головне призначення плями — показувати запилювачам шлях до нектару. Основна нектароносна тканина міститься на дні квітки. Тичинки з білими нитками і яскраво-жовтими пиляками. Плід — м'ясиста коробочка.

### Онтогенез
В онтогенезі білоцвіту весняного виділяються 4 періоди та 7 вікових станів,.

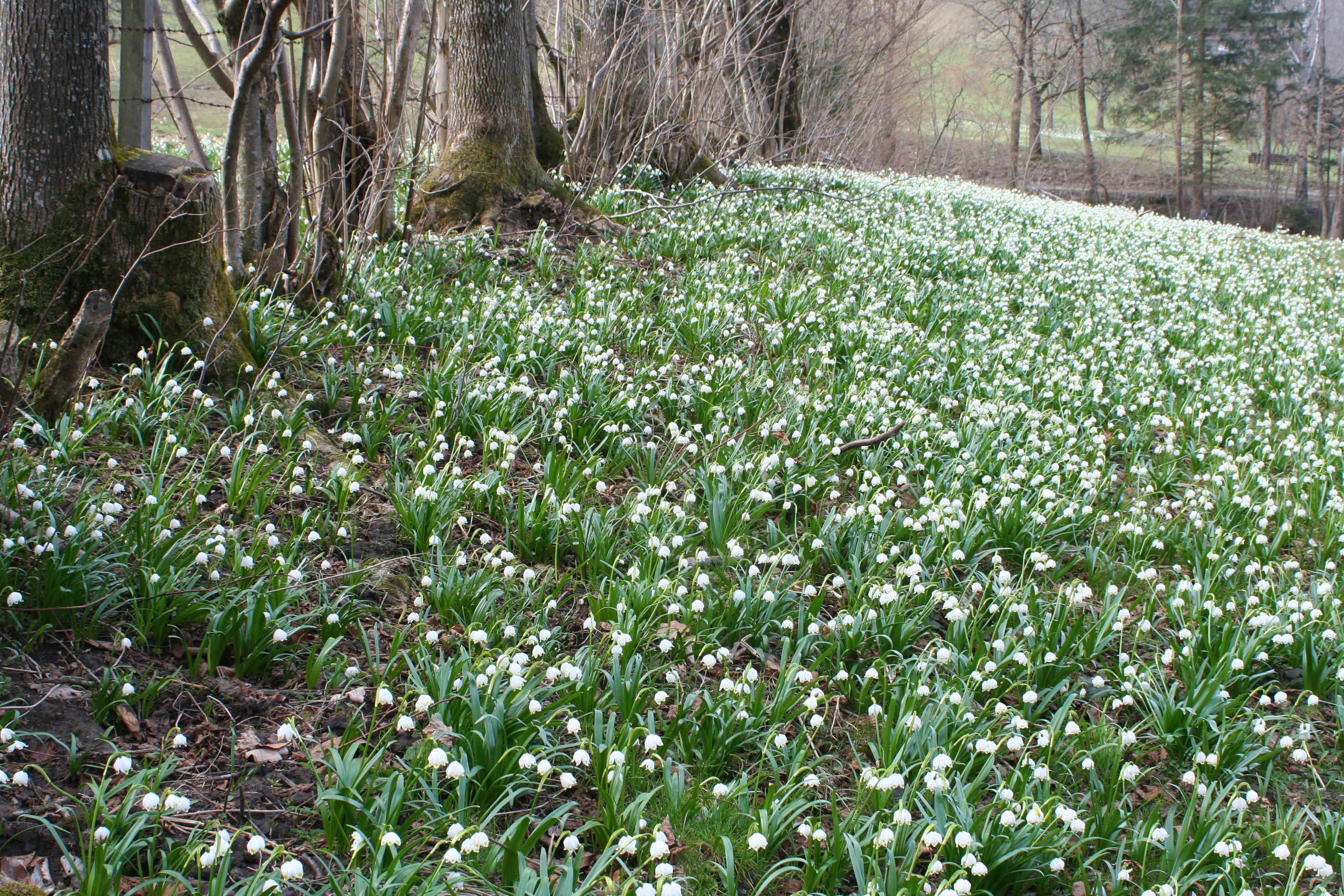
Місцезростання білоцвіту весняного

І. Латентний період. sm — може тривати до двох років. Пізніше здатність до проростання насіння втрачається.
ІІ. Передгенеративний період. р — паростки. Насіння проростає наприкінці вересня. Починає рости перший корінець, перший листочок пробиває піхву сім'ядолі. Після цього ріст призупиняється. Навесні наступного року листочок висувається над поверхнею ґрунту на кілька міліметрів. Живлення паростків відбувається за рахунок ендосперму насінини, тому перший листочок має жовтий колір. Паростки, як правило, зберігають оболонку насінини, яка розкрилась. Наприкінці вегетації піхва сім'ядольного листка розростається і утворює першу запасаючу луску цибулини, в пазусі якої закладаєтьсябрунька відновлення. Зверху така цибулина вкрита прозорою лускою. Перший корінець замінюється втягуючим, розвиваються придаткові корені.
j — ювенільні рослини. На другому році життя збільшується кількість придаткових коренів. З'являється один зелений листок, у якого відсутня центральна жилка. Також з'являється піхвовий листок. У цьому стані рослина перебуває 3—6 років. Вік рослини можна визначити за кількістю лусок в цибулині. На третьому році життя з'являється ще не чітко виражена центральна жилка зеленого листка.
im — іматурні рослини. У них з'являється другий зелений листок. Триває ця стадія 2—4 роки.
v — віргінільні рослини. На цьому етапі у білоцвіту весняного збільшується кількість зелених листків до п'яти. Тривалість цієї стадії від чотирьох до шести років. У кореневій системі спостерігається два види коренів — контрактильні — тонкі, вертикальні, та всмоктувальні — тонкі, з горизонтальним напрямом росту.

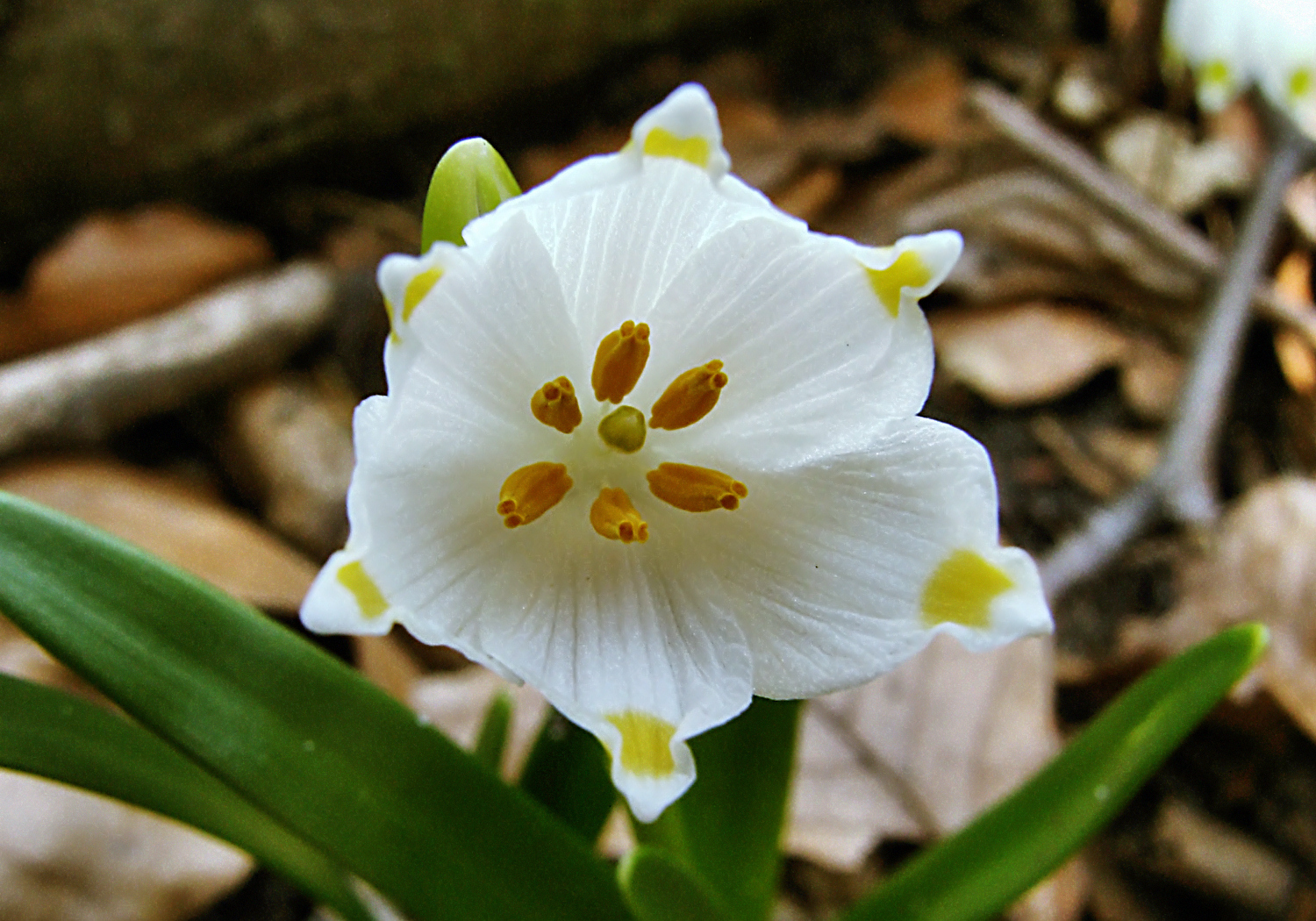
Квітка білоцвіту весняного

ІІІ. Генеративний період. g — генеративні рослини. Вегетативні органи на цій стадії мало відрізняються від рослин у віргінільному віковому стані за винятком морфометричних показників. Із пазухи внутрішнього зеленого листка з'являються два квітконоси. Після цвітіння вони зберігаються в цибулині у вигляді пластинок між лусками листків. Луска, що утворилась піхвою зеленого листка, в пазусі якого перебував квітконіс — незімкнена. Таким чином, діагностичними ознаками цибулин генеративних рослин є наявність квітконосів, плівчастих пластинок (залишків квітконосів) та незімкнених лусок. На верхівці пагона (денця) на всіх стадіях розвитку знаходиться дві бруньки відновлення на різних стадіях розвитку.
IV. Постгенеративний період. s — сенільні рослини характеризуються цибулинами з відмираючими запасаючими лусками коричневого кольору. Вони рихлі, м'які, водянисті. Листя не розгорнуте, з жовтуватим відтінком. Квітконіс та брунька відновлення відсутні.
У складі популяцій такі рослини майже не зустрічаються.

### Розмноження
Розмножується цибулинами і насінням.
Недостатнє зволоження ґрунтів у період проростання насіння та формування паростків є екологічним фактором, який обумовлює східну межу ареалу білоцвіту весняного і лімітує його поширення на схід.

### Фенологія
Білоцвіт весняний зацвітає одним з перших — у березні, цвіте й у квітні.

### Підвиди

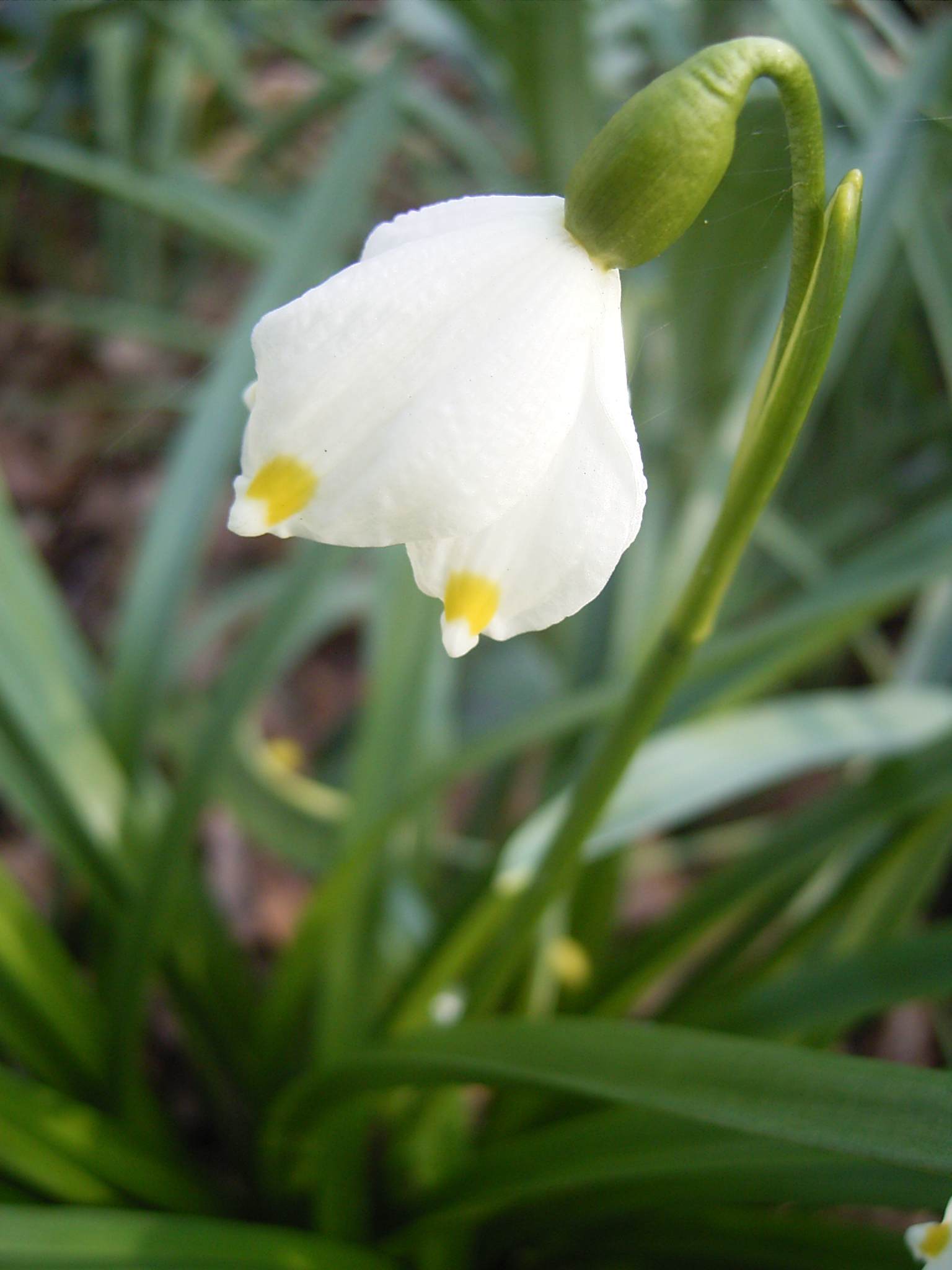
Білоцвіт весняний карпатський (Leucojum vernum subsp. carpaticum)

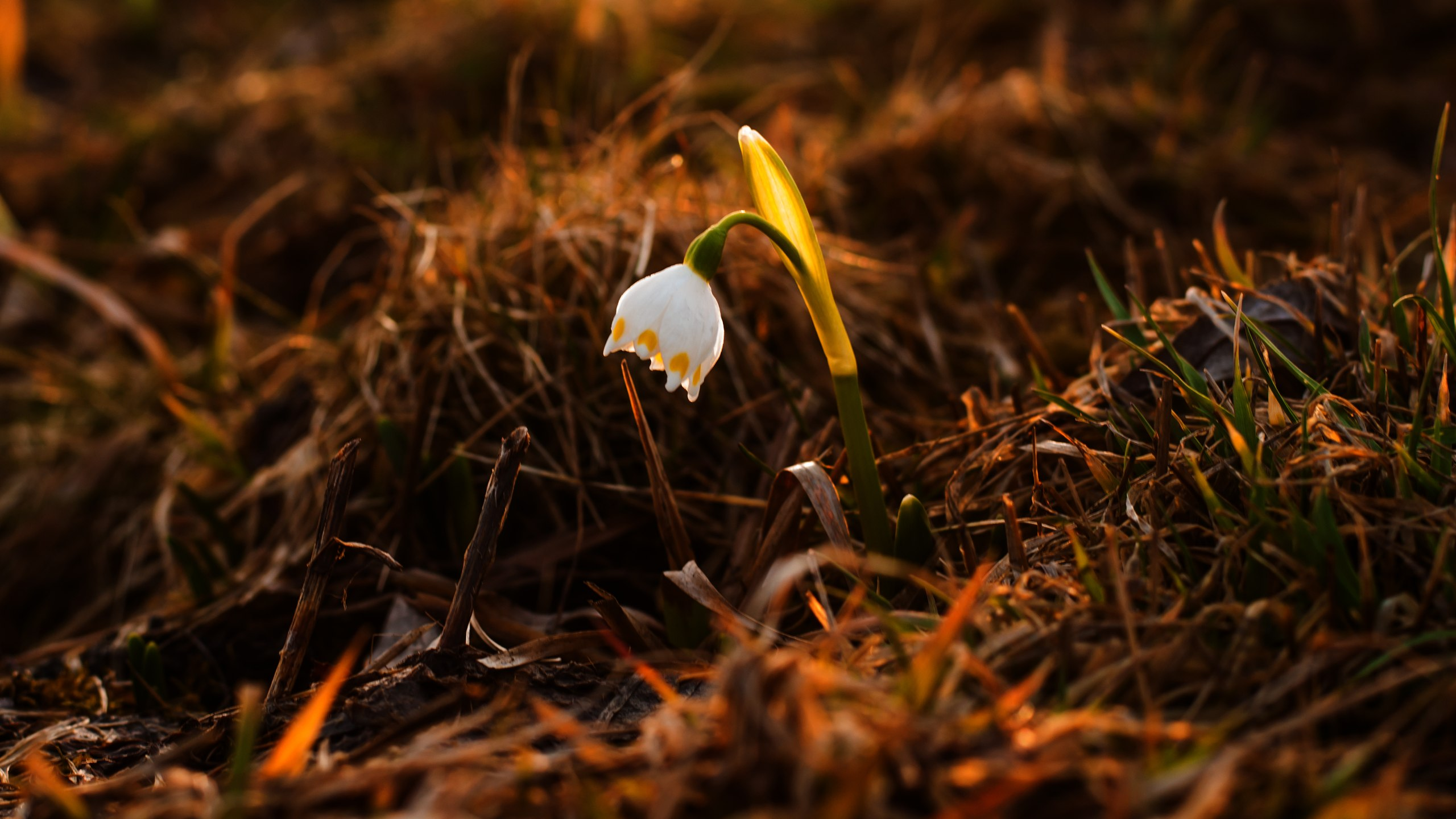
Білоцвіт карпатський

Білоцвіт весняний у двох частинах свого ареалу в Європі представлений особливими географічними расами, які мають систематичний ранг підвидів:
- Leucojum vernum subsp. vernum
- Leucojum vernum subsp. carpaticum (Spring) O. Schwartz, синоніми: L. vernum var. carpaticum Borb., L. carpaticum Herbich) білоцвіт весняний карпатський — підвид білоцвіту весняного, ендемік Східних Карпат, геофіт, гірський вид флори. Поширений в Західній Україні, Східній Словаччині, Польщі (Бескиди), Румунії (Трансільванії).

Карпатський підвид білоцвіту весняного subsp. carpaticum відрізняється від західноєвропейського білоцвіту весняного subsp. vernum жовтою плямою біля верхівки листочків оцвітини, жовтим кольором верхньої частини стовпчика та наявністю двох квіток. Поблизу східної межі ареалу білоцвіту весняного в Україні трапляються особини з зеленою плямою біля верхівки листочків оцвітини, а також особини з одною, трьома або чотирма квітками.

## Цікаві факти
У Стрийському районі Львівської області дівчата тричі водили квіткою білоцвіту весняного по обличчю та промовляли: «Растику, растику, на тебе роса, на мене краса; на тебе журба, на мене радість; на тебе старість, на мене молодість».
Білоцвіт весняний зображений на гербі села Верхній Вербіж Коломийського району Івано-Франківської області, а також на гербі містечок Еттенштат (Баварія, Німеччина), Етцерсдорф-Рольсдорф (Штирія, Австрія).

Герб Еттенштата
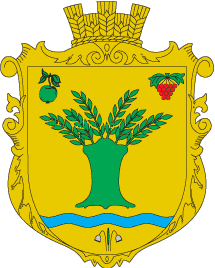
Герб Верхнього Вербіжа
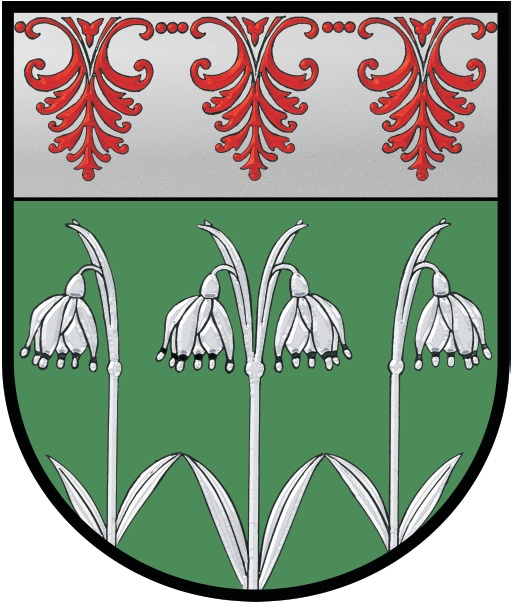
Герб Етцерсдорф-Рольсдорфа

Білоцвіт весняний зображений на поштових марках НДР (1969 р.) та Чехії (2005 р.) в серії «Охоронні рослини».